# کوسی اینوئه
کوسی اینوئه (به ژاپنی: 井上 康生) (زاده ۱۵ مه ۱۹۷۸ در میاکونوجو، میازاکی) یکی از جودوکاران تیم ملی ژاپن است که در وزن -۱۰۰ کیلوگرم برای تیم ملی جودو ژاپن در سال‌های ۱۹۹۵ تا ۲۰۰۴ کار می‌کرد؛ اینوئه در زمان اوج خود به اسطوره تبدیل شده بود، همچنین او به سلطان اوچی ماتا معروف است.
اینوئه در پایان کار حرفه‌ای خود جودو را رها نکرد و مسئولیت مربی گری تیم ملی جودو ژاپن را تا اکنون بر عهده گرفته‌است، علاوه بر سرمربی گری تیم ملی ژاپن، اینوئه معاونت کنفدراسیون جودو آسیا را نیز بر عهده دارد.

## محبوبیت تاریخی اینوئه
اینوئه در تمامی مسابقات دوران حرفه‌ای خود تنها ۳ باخت داشته‌است! که همین عامل سبب محبوبیت او در میان تمامی جودوکاران و رزمی کاران جهان است، اینوئه تنها کسی بود که اوچیماتای اصیل ژاپنی را از حالت کاتا به شیایی و رندوری تبدیل کرد، او بنیان‌گذار اوچیماتا با یقه است؛ وقتی اینوئه تکنیک اوچیماتا را با یقه و با سرعت سرسام‌آور در مسابقات بین‌المللی اجرا می‌کرد تمامی جودو کاران دنیا را به تعجب فرو می‌برد!

## معرفی به عنوان پرافتخارترین جودوکار تاریخ جهان
در سال ۲۰۱۲ و در کنفرانسی رسمی در سالن رسمی IJF در آمستردام هلند، کوسی اینوئه به عنوان پرافتخارترین جودوکار تاریخ لقب گرفت، این عنوان او برای مدال‌ها و مقام‌های المپیک او نبود؛ بلکه بیشتر ابداعاتی بود که اینوئه در برخی فنون مانند اوچیماتا و پویایی و فعالیت خستگی ناپذیر او در عرصه جهانی جودو به وجود آورده بود.